# 浅波黑耳
浅波黑耳（学名：Exidia repanda）是属于银耳目银耳科黑耳属的一种真菌，单生或簇生于阔叶林中的栎树等阔叶树朽枝上，或见于立木枯枝上。该种分布于北美洲、亚洲、欧洲。